# Paeonia ludlowii
Paeonia ludlowii (danh pháp hai phần:) là một loài thực vật trong chi Mẫu đơn, họ Mẫu đơn. Đây là loài bản địa Trung Quốc. P. ludlowii lần đầu tiên được mô tả như là một phân loài của Paeonia lutea bởi Frederick Claude Stern và George Taylor. De Yuan Hong sau đó nâng lên đơn vị phân loại các để xếp hạng loài vào năm 1997. 